# Peter Dettmar
Peter Dettmar (* 4. September 1953 in Braunlage) ist ein deutscher Diplomat, der von 2015 bis 2019 Botschafter in Belarus war.

## Leben und Ausbildung
Dettmar begann nach dem Abitur und dem Wehrdienst in Goslar 1973 ein Studium der Fächer Volkswirtschaftslehre und Politikwissenschaften an der Georg-August-Universität in Göttingen. Als weiteres Fach studierte er Entwicklungstheorie und -politik. 

## Karriere
Nach den Diplomprüfungen  trat er im April 1980 in den Auswärtigen Dienst ein. Auf die Laufbahnprüfung 1982 folgten drei Kurzeinsätze an der Botschaft Den Haag und zwei Referaten in der Zentrale des Auswärtigen Amts in Bonn, ehe er 1983 an die Ständige Vertretung bei der Europäischen Union in Brüssel (politisches Referat mit Zuständigkeit für die externen Beziehungen der EU) versetzt wurde. Von 1986 bis 1989 war er Ständiger Vertreter bzw. Geschäftsträger an der Botschaft Ouagadougou in Burkina Faso. Nach seiner Rückkehr nach Deutschland arbeitete er zunächst als Referent im Organisationsreferat und anschließend ab 1993 als stellvertretender Leiter des Referats für „Internationale Forschungs- und Technologiepolitik, Luft- und Raumfahrt“.
Es folgten Einsätze an den Botschaften in Den Haag (1996–2001, Leiter Presseabteilung) und Moskau (2001–2004, Leiter des Wirtschaftsdienstes). 2004 übernahm er das Auslandsschulreferat im Auswärtigen Amt in Berlin (Schwerpunkt: Reform des deutschen Auslandsschulwesens). Zwischen 2009 und 2013 war er Gesandter an der Botschaft in Minsk, Belarus, daran anschließend  Generalkonsul in Mailand, Italien (2013–2015).
Im September 2015 kehrte Dettmar nach Minsk zurück und übernahm als Nachfolger des in den Ruhestand getretenen Wolfram Maas das Amt als Botschafter der Bundesrepublik Deutschland in Belarus.  Am 5. Oktober 2015 wurde er von dem Präsidenten der Republik Belarus, Aleksandr Grigorjewitsch Lukaschenko, zur Überreichung seines Beglaubigungsschreibens empfangen. Nach seinem Eintritt in den Ruhestand wurde er im Sommer 2019 von Manfred Huterer abgelöst.